# 王牌飆風
《王牌飆風》（英語：Talladega Nights: The Ballad of Ricky Bobby）是一部2006年的美国运动喜劇電影，由亞當·麥凱执导，其与威尔·法瑞尔共同编剧。影片由威尔·法瑞尔饰演片中的主角里基·鲍比，其是一位技术不成熟但却获得了成功的纳斯卡赛事车手。约翰·C·赖利、沙查·巴隆·科恩、 蓋瑞·科爾、迈克尔·克拉克·邓肯、莱斯莉·比布、珍·林奇和艾米·亚当斯等人在片中饰演配角。纳斯卡车手杰米·麦克穆雷和小戴尔·恩哈特也有客串出演。